# Hybolasius postfasciatus
Hybolasius postfasciatus es una especie de escarabajo longicornio del género Hybolasius, tribu Acanthocinini, subfamilia Lamiinae. Fue descrita científicamente por Breuning en 1940.

## Descripción
Mide 2,8 milímetros de longitud.

## Distribución
Se distribuye por Nueva Zelanda.